# António Soares dos Reis
António Soares dos Reis, nacido el 14 de octubre de 1847 en Vila Nova de Gaia y fallecido el 16 de febrero de 1889 en Vila Nova de Gaia, fue un escultor portugués.

## Datos biográficos
António Manuel Soares dos Reis nació en 1847 en la freguesia de Mafamude, Vila Nova de Gaia. En 1861, con 13 años de edad, Soares dos Reis inició sus estudios de diseño en la Academia Portuense de Belas Artes con el maestro João Correia, concluyendo los cursos en 1866. De 1867 a 1870 vivió en París y, en 1872, en Roma. Posteriormente se trasladó a vivir a Oporto, donde recibió varios premios. A partir de 1880 fue profesor en la Academia Portuense de Belas Artes. En 1885 se casó con Amélia Macedo.
Se suicidó en 1889 en su taller en Vila Nova de Gaia.
En 1911 el llamado Museo Portuense, instalado en el edificio del Convento de Santo António da Cidade, actual edificio de la Biblioteca Pública Municipal de Oporto, pasó a llamarse Museo Soares dos Reis en homenaje al escultor. Gran parte del legado del escultor forma parte de la colección del Museo. Desde 1940 el Museo Nacional Soares dos Reis se localiza en el antiguo Palácio dos Carrancas, en la Rua D. Manuel II en la Ciudad de Oporto.

## Obras
Entre las mejores y más conocidas obras de António Soares dos Reis se incluyen las siguientes:
- O Desterrado - Museu Soares dos Reis, Oporto
- Estátua de Afonso Henriques, 1888 - Colina Sagrada, Guimarães (réplica en el Castillo de San Jorge de Lisboa) (ver también 2 existentes en el Regimiento de Artillería N.º 5 en Gaia)
- Flor Agreste - Museo Nacional Soares dos Reis, Oporto
- Estatua de Avelar Brotero, 1887 - Jardín botánico de Coímbra

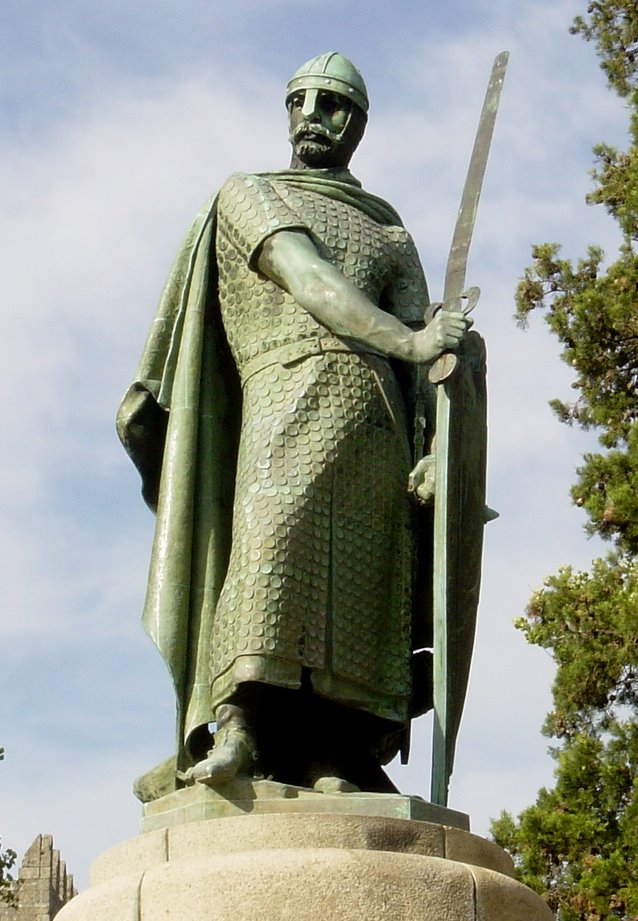
D. Afonso Henriques. Estatua en Guimarães
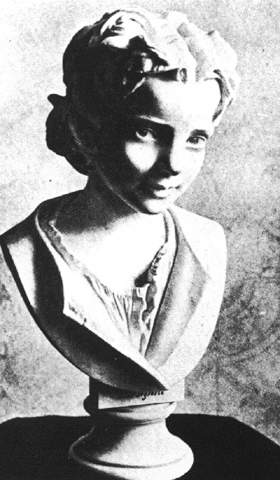
Flor Agreste - Museo Nacional Soares dos Reis, Oporto
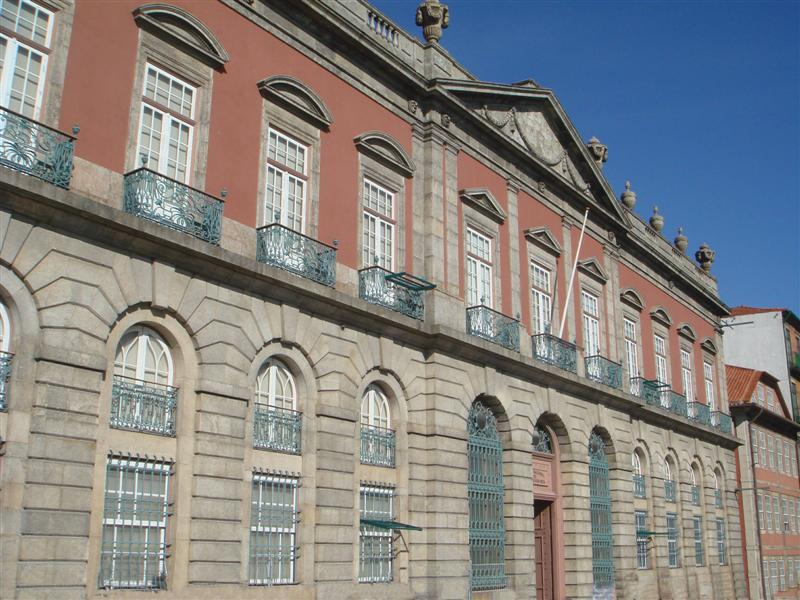
Fachada del Museo Soares dos Reis, Oporto
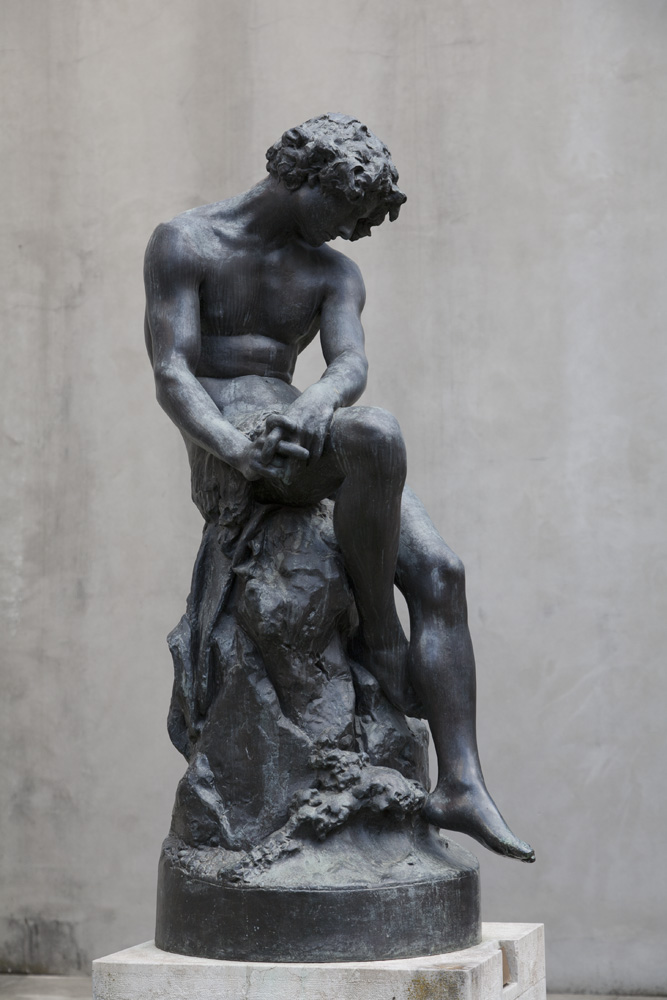
O Desterrado